# Gjerdrum
Gjerdum è un comune norvegese della contea di Akershus. Gjerdrum confina con i comuni di Nannestad, Nittedal, Ullensaker, Skedsmo e Sørum. Il centro amministrativo del comune è il villaggio di Ask.

## Geografia fisica

### Territorio
L'area è nota per la cosiddetta "argilla rapida", un tipo di argilla che può cambiare forma velocemente da solida a liquida, che causa diverse frane nella regione.

## Storia
Gjerdrum venne istituito come comune il 1 ° gennaio 1838. Il comune prende il nome dalla vecchia fattoria Gjerdrum (norreno: Gerðarvin). È una parola composta dal genitivo di un fiume chiamato Gerð e da è vin, traducibile come prato o pascolo. Il nome del fiume deriva dalla parola norvegese garðr che significa recinto. Il significato è "il fiume la cui funzione è un recinto (o un confine)".
Il 30 dicembre 2020 nel centro abitato di Ask si è verificò un'improvvisa frana di argilla. Lo smottamento creò una frattura nel terreno di 700 metri per 300 metri. Il fango travolse diverse abitazioni, alcune delle quali caddero nella voragine. Nel disastro morì una persona, dieci rimasesro ferite (di cui una gravemente) e dodici furono disperse. Mille persone vennero evacuate dal villaggio.
Gjerdrum ospita circa 6.000 persone (2011). Il comune è tra i paesi in più rapida crescita in Norvegia, grazie alla posizione tra Oslo e l'aeroporto di Oslo, Gardermoen. Lo sviluppo ha avuto luogo principalmente ai margini della foresta verso Romeriksåsen, con la costruzione di case per lo più unifamiliari, ma a partire dagli anni novanta del XX secolo sono stati costruiti diversi fabbricati civili nel centro comunale di Ask.
Dal 1º gennaio 2020 al 31 dicembre 2023 ha fatto parte della contea di Viken.

## Economia
Negli anni cinquanta del XX secolo iniziò un processo per livellare il terreno al fine di sviluppare l'agricoltura. In precedenza sulla gran parte delle zone oggi coltivabili non potevano essere impiegati macchinari agricoli. I terreni sono per lo più utilizzati per la coltivazione del grano. Nel campo della zootecnia, la produzione di latte è particolarmente importante. La maggior parte delle foreste presenti appartiene allo Stato.
Una delle prime industrie ad essere impiantate è stata la centrale elettrica di Horka. La produzione di energia è stata interrotta nel 1954.
Nel 2019, su 3.627 persone, 805 erano impiegate a Gjerdrum, mentre 1.080 lavoravano nella capitale norvegese, Oslo distante circa 25 chilometri. Inoltre, molti residenti si recavano a per lavoro a Skedsmo, Ullensaker e Lørenskog.

## I tumuli funerari di Torshov
Nella località di Torshov sono stati individuati 16 tumuli funerari di tipo rotondo e lungo risalenti all'età del ferro. Questi sono distribuiti in sei luoghi e sono ben conservati.